# FutureSex/LoveSounds
 (avril 2008).
Si vous disposez d'ouvrages ou d'articles de référence ou si vous connaissez des sites web de qualité traitant du thème abordé ici, merci de compléter l'article en donnant les références utiles à sa vérifiabilité et en les liant à la section « Notes et références ».
Albums de Justin Timberlake
Justified
(2002) The 20/20 Experience
(2013)
Singles
1. SexyBack
Sortie : 19 juin 2006
2. My Love
Sortie : 5 août 2006
3. What Goes Around... Comes Around
Sortie : 15 janvier 2007
4. LoveStoned/I Think She Knows
Sortie : 3 mai 2007
5. Until The End Of Time
Sortie : 12 novembre 2007
6. Summer Love
Sortie : 1er décembre 2007

FutureSex/LoveSounds est le deuxième album studio de Justin Timberlake. Le premier single, SexyBack, est sorti au cours de l'été 2006 et l'album est sorti le 8 septembre 2006. Il contient des duos avec les Three 6 Mafia, T.I. et Will.i.am des Black Eyed Peas. Il s'est vendu à près d'un million d'exemplaires dans le monde dès sa première semaine de sortie et s'est classé à la 10e position du Top Albums français et a atteint la 5e position au cours du mois d'octobre. Pour cet album, Justin Timberlake a travaillé avec Timbaland (qui a entièrement réalisé l'album), Nate "Danja" Hills et Rick Rubin. Il s'est vendu à plus de 12 000 000 d'exemplaires.

## Listes des pistes
| 1.    | FutureSex/LoveSound                                | Justin Timberlake, Timothy Mosley, Nate Hills              | Timbaland, Justin Timberlake, Danja | 4:01 |
| 2.    | SexyBack (featuring Timbaland)                     | Timberlake, Mosley, Hills                                  | Timbaland, Justin Timberlake, Danja | 4:02 |
| 3.    | Sexy Ladies/Let Me Talk to You (Prelude)           | Timberlake, Mosley, Hills                                  | Timbaland, Justin Timberlake, Danja | 5:32 |
| 4.    | My Love (featuring T.I.)                           | Timberlake, Mosley, Hills, Clifford Harris                 | Timbaland, Justin Timberlake, Danja | 4:36 |
| 5.    | LoveStoned/I Think She Knows (Interlude)           | Timberlake, Mosley, Hills                                  | Timbaland, Justin Timberlake, Danja | 7:23 |
| 6.    | What Goes Around.../...Comes Around (Interlude)    | Timberlake, Mosley, Hills                                  | Timbaland, Justin Timberlake, Danja | 7:28 |
| 7.    | Chop Me Up (featuring Timbaland and Three 6 Mafia) | Timberlake, Mosley, Hills, Jordan Houston, Paul Beauregard | Timbaland, Justin Timberlake, Danja | 5:04 |
| 8.    | Damn Girl (featuring will.i.am)                    | Timberlake, William Adams, James Davis                     | Jawbreakers                         | 5:12 |
| 9.    | Summer Love/Set the Mood (Prelude)                 | Timberlake, Mosley, Hills                                  | Timbaland, Justin Timberlake, Danja | 6:24 |
| 10.   | Until the End of Time                              | Timberlake, Mosley, Hills                                  | Timbaland, Justin Timberlake, Danja | 5:22 |
| 11.   | Losing My Way                                      | Timberlake, Mosley, Hills                                  | Timbaland, Justin Timberlake, Danja | 5:22 |
| 12.   | (Another Song) All Over Again                      | Timberlake, Matt Morris                                    | Rick Rubin                          | 5:45 |
| 66:12 |                                                    |                                                            |                                     |      |

| Pistes bonus au Royaume-Uni et au Japon | Pistes bonus au Royaume-Uni et au Japon | Pistes bonus au Royaume-Uni et au Japon | Pistes bonus au Royaume-Uni et au Japon | Pistes bonus au Royaume-Uni et au Japon | Pistes bonus au Royaume-Uni et au Japon | Pistes bonus au Royaume-Uni et au Japon | Pistes bonus au Royaume-Uni et au Japon | Pistes bonus au Royaume-Uni et au Japon | Pistes bonus au Royaume-Uni et au Japon |
| No                                      | Titre                                   | Auteur                                  | Producteur(s)                           | Durée                                   |                                         |                                         |                                         |                                         |                                         |
| --------------------------------------- | --------------------------------------- | --------------------------------------- | --------------------------------------- | --------------------------------------- | --------------------------------------- | --------------------------------------- | --------------------------------------- | --------------------------------------- | --------------------------------------- |
| 13.                                     | Pose (featuring Snoop Dogg)             | Timberlake, Calvin Broadus, Adams       | will.i.am                               | 4:46                                    |                                         |                                         |                                         |                                         |                                         |
| 70:59                                   |                                         |                                         |                                         |                                         |                                         |                                         |                                         |                                         |                                         |

| Deluxe édition pistes bonus | Deluxe édition pistes bonus                                            | Deluxe édition pistes bonus | Deluxe édition pistes bonus         | Deluxe édition pistes bonus | Deluxe édition pistes bonus | Deluxe édition pistes bonus | Deluxe édition pistes bonus | Deluxe édition pistes bonus | Deluxe édition pistes bonus |
| No                          | Titre                                                                  | Auteur                      | Producteur(s)                       | Durée                       |                             |                             |                             |                             |                             |
| --------------------------- | ---------------------------------------------------------------------- | --------------------------- | ----------------------------------- | --------------------------- | --------------------------- | --------------------------- | --------------------------- | --------------------------- | --------------------------- |
| 13.                         | Until the End of Time (duet with Beyoncé)                              | Timberlake, Mosley, Hills   | Timbaland, Justin Timberlake, Danja | 5:22                        |                             |                             |                             |                             |                             |
| 14.                         | SexyBack (DJ Wayne Williams Ol' Skool Remix) (featuring Missy Elliott) | Timberlake, Mosley, Hills   | Timbaland, Justin Timberlake, Danja | 4:16                        |                             |                             |                             |                             |                             |
| 15.                         | Sexy Ladies (featuring 50 Cent)                                        | Timberlake, Mosley, Hills   | Timbaland, Justin Timberlake, Danja | 3:50                        |                             |                             |                             |                             |                             |
| 89:40                       |                                                                        |                             |                                     |                             |                             |                             |                             |                             |                             |

| 1.  | SexyBack (Making of)                                                                                    |  |
| 2.  | SexyBack (Interview with Michael Haussmann, director of)                                                |  |
| 3.  | SexyBack (Music video)                                                                                  |  |
| 4.  | My Love (Interview with Paul Hunter, director of)                                                       |  |
| 5.  | Let Me Talk to You/My Love (Music Video)                                                                |  |
| 6.  | What Goes Around... Comes Around (Behind The Scenes)                                                    |  |
| 7.  | What Goes Around... Comes Around (Clean Version)                                                        |  |
| 8.  | Lovestoned/I Think She Knows (Interview with Robert Hales, director of)                                 |  |
| 9.  | LoveStoned/I Think She Knows (Music Video)                                                              |  |
| 10. | LoveStoned/I Think She Knows (Live from Concert Prive, Paris)                                           |  |
| 11. | My Love (Parkinson UK TV Performance)                                                                   |  |
| 12. | Sans titre (MTV Europe Music Awards Performance: "SexyBack", "My Love", "LoveStoned/I Think She Knows") |  |
| 13. | Sans titre (MTV VMA Performance: "My Love", "SexyBack")                                                 |  |

## Classements
| Classement / pays (2006-2007)     | Meilleure Position |
| --------------------------------- | ------------------ |
| Australie - ARIA Charts           | 1                  |
| Autriche                          | 5                  |
| Belgique (NL) - Ultratop          | 5                  |
| Belgique (FR) - Ultratop          | 4                  |
| Canadian Albums Chart             | 1                  |
| Pays-Bas - MegaCharts             | 4                  |
| Danemark                          | 3                  |
| Finlande                          | 5                  |
| France                            | 5                  |
| Hongrie - Mahasz[réf. nécessaire] | 20                 |
| Italie                            | 7                  |
| Japon Oricon                      | 18                 |
| Nouvelle-Zélande RIANZ            | 4                  |
| Norvège - VG-lista                | 5                  |
| Portugal - IFPI                   | 20                 |
| Espagne                           | 30                 |
| Suède - Sverigetopplistan         | 2                  |
| Suisse Albums                     | 2                  |
| UK Albums Chart                   | 1                  |
| Billboard 200                     | 1                  |
| Billboard R&B/Hip-Hop Albums      | 1                  |

| Pays             | Certification |
| ---------------- | ------------- |
| Argentine        | Or            |
| Australie        | 5× Platine    |
| Autriche         | Or            |
| Belgique         | 2 × Platine   |
| Brésil           | Or            |
| Canada           | 3 × Platine   |
| Danemark         | 2 × Platine   |
| Europe           | Platine       |
| Finlande         | Or            |
| France           | Platine       |
| Allemagne        | 2 × Platine   |
| Irlande          | 6× Platine    |
| Japon            | Or            |
| Pays-Bas         | Or            |
| Nouvelle-Zélande | 3 × Platine   |
| Pologne          | Platine       |
| Russie           | Diamant       |
| Suisse           | 2 × Platine   |
| Royaume-Uni      | 4 × Platine   |
| États-Unis       | 4× Platine    |